# تپه قره بولاغ
تپه قره بولاغ مربوط به دوره ساسانیان است و در شهرستان خدابنده، بخش سجاسرود، روستای آلنجه واقع شده و این اثر در تاریخ ۱۲ بهمن ۱۳۸۱ با شمارهٔ ثبت ۷۴۱۳ به‌عنوان یکی از آثار ملی ایران به ثبت رسیده است.